# 卡罗拉·因索莱拉
卡罗拉·因索莱拉（Carola Insolera），挪威模特，目前與米蘭的經紀公司 Women Management 簽約。

## 簡歷
卡罗拉的雙親皆為聾人。自小她便以手語活躍於電視節目中。她曾經在馬戲團當過小丑、空中飛人和柔身術表演者。
2011年，她受邀參加哥本哈根時尚週的走秀表演。 隻之後，卡罗拉也陸陸續續接了許多其他時裝品牌的工作。

## 溝通
卡罗拉工作時不用翻譯員，她較喜歡直接用非手語的肢體語言表達方式直接跟其他工作人員溝通。  她相信她的天生性聽力障礙並沒有造成她在走秀上的問題，她以舞台上的震動來跟隨背景音樂。敏銳的視覺更是使她攝影時如魚得水。 她為義大利時裝品牌Bagutta 拍攝作品時，義大利時裝攝影師Stefano Guindani 誇讚她的肢體動作有別於其他模特，非常適合此類模特工作。 

## 個人生活
卡罗拉和導演艾米利歐·殷索萊拉結婚，兩人在東京初識。女兒戴爾芬出生於2016年。

## 外部連結
- 官方网站
- 卡罗拉·因索莱拉在互联网电影资料库（IMDb）上的資料（英文）